# Alexander Miesen

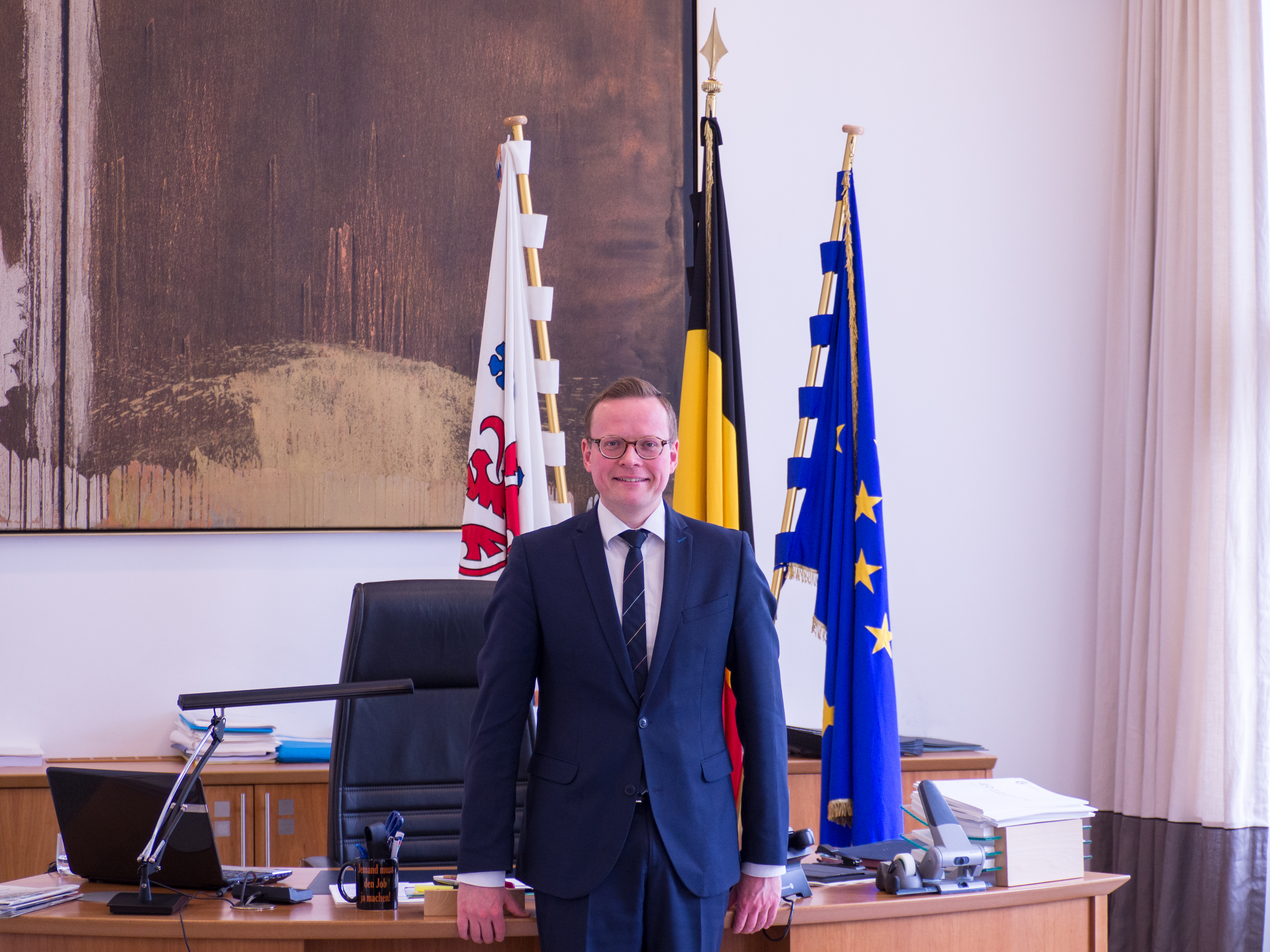
Alexander Miesen, 2018

Alexander Miesen (* 16. März 1983 in Prüm) ist ein belgischer Politiker der Partei für Freiheit und Fortschritt (PFF). Er war von 2013 bis 2014 und ist seit September 2016 erneut Präsident des Parlaments der Deutschsprachigen Gemeinschaft und wurde im Jahr 2014 zum Gemeinschaftssenator der DG gewählt, nimmt in Folge des Koalitionsabkommens 2014 zwischen der ProDG und der SP das Amt des Parlamentspräsidenten der DG jedoch im September 2016 wieder auf. Auf lokaler Ebene ist er seit 2006 Mitglied des Gemeinderats von Büllingen.

## Leben
Miesen ist Inhaber eines Bachelor-Diploms in Rechtswissenschaften. Von 2006 bis 2010 war er politischer Berater von Senator Berni Collas (PFF) und von Minister Bernd Gentges (PFF). Danach war als Fraktionsmitarbeiter der PFF im DG-Parlament beschäftigt. Ferner saß er von 2009 bis 2013 der JFF, dem Jugendableger der PFF, vor.
Obwohl erst im Jahr 2012 in das Parlament der DG eingezogen, übernahm er am 21. Januar 2013 den Vorsitz des Parlaments der Deutschsprachigen Gemeinschaft, nachdem der ehemalige Präsident, Ferdel Schröder (PFF), verstorben war. Miesen war somit der bisher jüngste Parlamentspräsident in der Geschichte der Deutschsprachigen Gemeinschaft.
Nach den Gemeinschaftswahlen vom 25. Mai 2014 sah das Koalitionsabkommen zwischen der Regionalbewegung ProDG, den Sozialisten (SP) und den Liberalen vor, dass Miesen zwischenzeitlich das Amt des Parlamentspräsidenten für zwei Jahre an Karl-Heinz Lambertz (SP) abgibt, bevor er es für die Sitzungsperiode 2016–2017 zurück erhalten soll. Bis dahin wurde Miesen zum Gemeinschaftssenator für die DG gewählt und löste somit Louis Siquet (SP) ab. Von 2016 bis 2019 war Miesen erneut zum Parlamentspräsidenten gewählt worden und übernahm anschließend wieder die Aufgaben eines vom Parlament bestimmten Gemeinschaftssenators. Im Mai 2019 wurde er mit dem Ritterkreuz des Leopoldsordens ausgezeichnet.

## Übersicht der politischen Ämter
- seit 2006: Mitglied des Gemeinderats von Büllingen
- seit 2012: Mitglied des Parlaments der Deutschsprachigen Gemeinschaft
- seit 2017: Mitglied des Medienrats der Landesmedienanstalt Saarland
- 2013–2014 und ab 2016: Präsident des Parlaments der Deutschsprachigen Gemeinschaft
- 2014–2016: Senator (Gemeinschaftssenator der DG)